# 도쿄도 제5구
도쿄도 제5구(東京都第5区)는 일본의 중의원 선거구이다. 1994년 공직선거법으로 신설되었다.

## 지역
- 메구로구 일부
- 세타가야구 일부